# American Tragedy Redux
American Tragedy Redux är det första remixalbumet från det amerikanska raprock-bandet Hollywood Undead. Albumet innehåller remixade låtar från bandets andra studioalbum, American Tragedy. Albumet släpptes den 21 november 2011 genom A&M/Octone Records. Originallåtarna på albumet, som var med på American Tragedy, spelades in efter att Daniel Murillo gått med i bandet tidigt 2010 och varade tills december. Låtarna remixades sedan av olika DJ:ar och musiker under bandets World War III-turné med Asking Alexandria senare under 2011. Albumets första singel, "Levitate (Digital Dog club mix)", släpptes den 18 oktober 2011, och en musikvideo släpptes den 24 oktober.

## Låtlista
Alla låtar är skriva och framförda av Hollywood Undead. Varje låt är remixad av olika artister.
| Nr           | Titel                                          | Kompositör                                                 | Producent(er)                                                 | Längd |
| ------------ | ---------------------------------------------- | ---------------------------------------------------------- | ------------------------------------------------------------- | ----- |
| 1.           | Levitate (Digital Dog club mix)                | Jorel Decker, Daniel Murillo, George Ragan, Jordon Terrell | Kevin Rudolf, Jacob Kasher, Steve Cornish, Nick Mace          | 7:15  |
| 2.           | Comin' in Hot (Wideboys club mix)              | Dylan Alvarez, Murillo, Terrell                            | Griffin Boice, Jim Sullivan, Eddie Craig                      | 5:48  |
| 3.           | Apologize (Buffalo Bill "Die Young" remix)     | Decker, Murillo, Ragan, Matthew St. Claire, Terrell        | Griffin Boice, Sidh Solanki                                   | 7:37  |
| 4.           | My Town (Andrew W.K. remix)                    | Alvarez, Murillo, Ragan, St. Claire                        | Sam Hollander, Dave Katz, Andrew Krier                        | 3:49  |
| 5.           | Coming Back Down (Beatnick & K-Salaam remix)   | Decker, Murillo, Ragan                                     | Kevin Rudolf, Jeff Halavacs, Jacob Kasher, Beatnick, K-Salaam | 3:13  |
| 6.           | Hear Me Now (Jonathan Davis of KoЯn remix)     | Decker, Murillo, Ragan                                     | Sam Hollander, Dave Katz, Jonathan Davis                      | 3:10  |
| 7.           | I Don't Wanna Die (Borgore remix)              | Decker, Murillo, Ragan, Terrell                            | Griffin Boice, Asaf Borger                                    | 4:29  |
| 8.           | Le Deux (Dr. Eargasm remix)                    | Alvarez, Decker, Murillo, Ragan, Terrell                   | Griffin Boice, Dr. Eargasm                                    | 4:33  |
| 9.           | Lights Out (The Juggernaut Vs. Obsidian remix) | Alvarez, Decker, Murillo, Terrell                          | Ben Grosse, Erik Tinajero, David Gill, Joey Jensen            | 4:25  |
| 10.          | Been to Hell... and Back! (KMFDM remix)        | Decker, Murillo, Ragan, Terrell                            | Don Gilmore, KMFDM                                            | 3:30  |
| Total längd: | Total längd:                                   | Total längd:                                               | Total längd:                                                  | 47:49 |

| 11. | Bullet (Kay V remix) | Decker, Murillo, Ragan, Terrell | Griffin Boice, Kushaal Virdi | 3:19 |

### Musiker
Hollywood Undead
- Charlie Scene – sång, sologitarr, kompositör, ren sång
- Da Kurlzz – trummor, slagverk, skrik, sång, kompositör
- Danny – ren sång
- Funny Man – sång, kompositör
- J-Dog – keyboard, synthesizer, piano, kompgitarr, elbas, sång, skrik, kompositör, ytterligare produktion, ljudteknik
- Johnny 3 Tears – sång, kompositör

### Produktion
| - Don Gilmore – produktion, kompositör - Griffin Boice – produktion, ljudteknik, mixning, gitarr, elbas, trummor, slagverk, orgel, programmering, stränginstrument - Ben Grosse – produktion, ljudteknik, mixning, keyboard, programmering, kompositör - Jeff Halavacs – produktion, guitar - Kevin Rudolf – produktion, ljudteknik, instrumentation, kompositör - Sam Hollander – produktion, programming, kompositör - James Diener – A&R - Steve Cornish – produktion, remixning - Nick Mace – produktion, remixning - Jim Sullivan – produktion, remixning | - Eddie Craig – produktion, remixning - Sidh Solanki – produktion, remixning - Andrew Krier – produktion, remixning - Beatnick – produktion, remixning - K-Salaam – produktion, remixning - Jonathan Davis – produktion, remixning - Asaf Borger – produktion, remixning - Dr. Eargasm – produktion, remixning - Erik Tinajero – produktion, remixning - David Gill – produktion, remixning - Joey Jensen – produktion, remixning - KMFDM – produktion, remixning - Kay V – produktion, remixning |